# Banco Gallego
El Banco Gallego, S. A. U. fue una entidad financiera española, de ámbito principalmente gallego, aunque una parte de las 183 sucursales (2013) que poseía estaban extendidas por toda España. Se hallaba inscrito en el Registro Mercantil de La Coruña, tomo 2.141, folio 1, hoja c-22011, inscripción 1.ª.
El 17 de abril de 2013, Banco Sabadell adquirió Banco Gallego al FROB. El 28 de octubre de 2013, culminó el proceso de compra, y finalmente entre el 14 y el 16 de marzo de 2014 se produjo la plena integración de Banco Gallego en Banco Sabadell con la unificación de los sistemas operativos y tecnológicos y el cambio de marca.
Tras la compra de Banco Gallego por parte de Banco Sabadell, se creó la marca SabadellGallego y todas las oficinas de Banco Sabadell en Galicia se rotularon con la nueva denominación.

## Historia
Banco Gallego nació a partir de la sociedad que fundó Manuel Pérez Sáenz en el siglo XIX. Posteriormente la sociedad fue cambiando de nombre, así se llamó "Hijos de Pérez Sáenz" y posteriormente "Olimpio Pérez" y "Olimpio Pérez e Hijos". En 1957, pasó a llamarse "Banca Hijos de Olimpio Pérez". En 1965, el banco se fusionó con el Banco de Crédito e Inversiones y ya a finales de la década de los 70 el banco dejó de ser controlado por la familia Pérez Sáenz. 
En 1972, el 30% de las acciones fueron compradas por Banca Catalana y por una sociedad ligada a José María Ruiz Mateos produciéndose entre ambas una puja por el control del banco. En 1974, la familia de Ruiz Mateos perdía el control y Banca Catalana controlaba más del 57,5% del banco. En 1982, se repartió la participación del banco entre Banca Catalana, que quedó con el 39,22%, y el Banco Industrial de Cataluña, con el 18,37%. La crisis de este último hizo temblar el Banco de Crédito e Inversiones y este pasó al Fondo de Garantía, quien puso a la cantidad simbólica de una peseta el valor de las acciones. Entonces el banco fue comprado por el entonces Banco Central que unió los fondos del Banco Gallego a los del Banco del Noroeste, otro banco gallego que también había entrado en el Fondo de Garantía Social como consecuencia de la expropiación del grupo Rumasa.
En 1987, pasó a ser conocido con el actual nombre de Banco Gallego después de que el banco volviese a manos gallegas, cuando el Grupo 21 le compró las acciones al Banco Central. Posteriormente, la Caja de Ahorros Municipal de Vigo adquirió en 1998 el 50% de las acciones del banco. La Caja de Ahorros Municipal de Vigo se fusionó en 2000 con las de Orense y Pontevedra formando Caixanova, que a su vez se fusionó en 2010 con Caixa Galicia formando NovaCaixaGalicia, que dio lugar en 2011 a NCG Banco, que llegó a poseer el 49,84% del Banco Gallego.
El 15 de marzo de 2013, Banco Gallego quedó nacionalizado prácticamente al 100%. A la ampliación de capital solo acudió el FROB (a través de NCG Banco) y otros pequeños inversores. El Estado inyectó 80 millones, y el resto, 42.148 euros. De esta forma, el 99,95 por ciento del capital estaba ya controlado por el FROB.
El 5 de abril de 2013, finalizó el plazo para la presentación de ofertas vinculantes por Banco Gallego. Banco Sabadell, Banco Espírito Santo y Banesco presentaron sus ofertas vinculantes.
El 17 de abril de 2013, se anunció que Banco Sabadell adquiriría Banco Gallego después de que el FROB hubiera analizado las ofertas presentadas. Lo hizo por el precio simbólico de un euro y tras la inyección previa de 245 millones de euros por parte del FROB para completar su saneamiento, con lo que las ayudas públicas ascendieron a 325 millones de euros. El contrato no incluyó la concesión de un Esquema de Protección de Activos.
El 25 de julio de 2013, la Comisión Europea aprobó la reestructuración de Banco Gallego y su venta a Banco Sabadell, el cual llevaría a cabo una "profunda reestructuración" del mismo y lo integraría en su propio negocio, tras lo que desaparecería como entidad independiente.
En octubre de 2013, se produjo la segunda ampliación de capital por los 245 millones de euros anteriormente mencionados. Fueron suscritos y desembolsados por el FROB. Por otro lado, los 42.148 títulos (cada uno posee un valor nominal de un euro) de accionistas minoritarios fueron traspasados a Banco Sabadell.
El 28 de octubre de 2013, Banco Sabadell culminó el proceso de compra de Banco Gallego.
El 21 de noviembre de 2013, el consejo de administración de Banco Sabadell aprobó la fusión por absorción de Banco Gallego.
Entre el 14 y el 16 de marzo de 2014, se produjo la plena integración de Banco Gallego en Banco Sabadell con la unificación de los sistemas operativos y tecnológicos y el cambio de marca. Las oficinas de Banco Gallego en Galicia, que fueron redenominadas el pasado mes de octubre con la marca SabadellGallego, se integraron a la plataforma tecnológica del grupo Banco Sabadell. Por otro lado, las 28 oficinas del banco que aún operaban con la marca SabadellAtlántico en la comunidad gallega pasaron a denominarse SabadellGallego. La red de Banco Gallego ubicada fuera de Galicia se integró con la marca SabadellAtlántico, salvo en las provincias donde operaba con las marcas SabadellHerrero o SabadellGuipuzcoano, donde adquirieron dichas denominaciones.

## Red de oficinas
En octubre de 2013, el número de oficinas de Banco Gallego ascendía a 183, de las cuales 117 estaban en Galicia. En la misma fecha, su plantilla era de 737 trabajadores.
Tras la unificación de los sistemas operativos y tecnológicos y el cambio de marca, la red del grupo Banco Sabadell en Galicia alcanzó las 145 oficinas y la cuota de SabadellGallego se situó en el 7%.

## Administración
Tras la compra por parte de Banco Sabadell, este nombró un nuevo Consejo de Administración:
- Presidente: Josep Oliu Creus, presidente de Banco Sabadell.
- Consejero: Jaime Guardiola Romojaro
- Consejero: José Luis Negro Rodríguez
- Consejero: Tomás Varela Muiña
- Consejero: Miquel Montes Güell
- Consejera Secretaria: María José García Beato